# Acalyptomerus asiaticus
Acalyptomerus asiaticus là một loài bọ cánh cứng trong họ Clambidae. Loài này được Crowson miêu tả khoa học đầu tiên năm 1979.